# Questia
Questia是一个儲存在线书籍和文章的數位圖書館，內容以人文和社会科学領域的书籍和期刊文章為主。所有Questia儲存书籍和文章都可供订阅者閱覽；该网站還提供一些综合研究工具。Questia 总部位于美國伊利诺伊州芝加哥市，它成立于1998年，并于2010年1月被Cengage旗下的的Gale收购。2020年12月21日，Questia停止运营。